# Opsomeigenia epilachnae
Opsomeigenia epilachnae là một loài ruồi trong họ Tachinidae.